# Dryformer

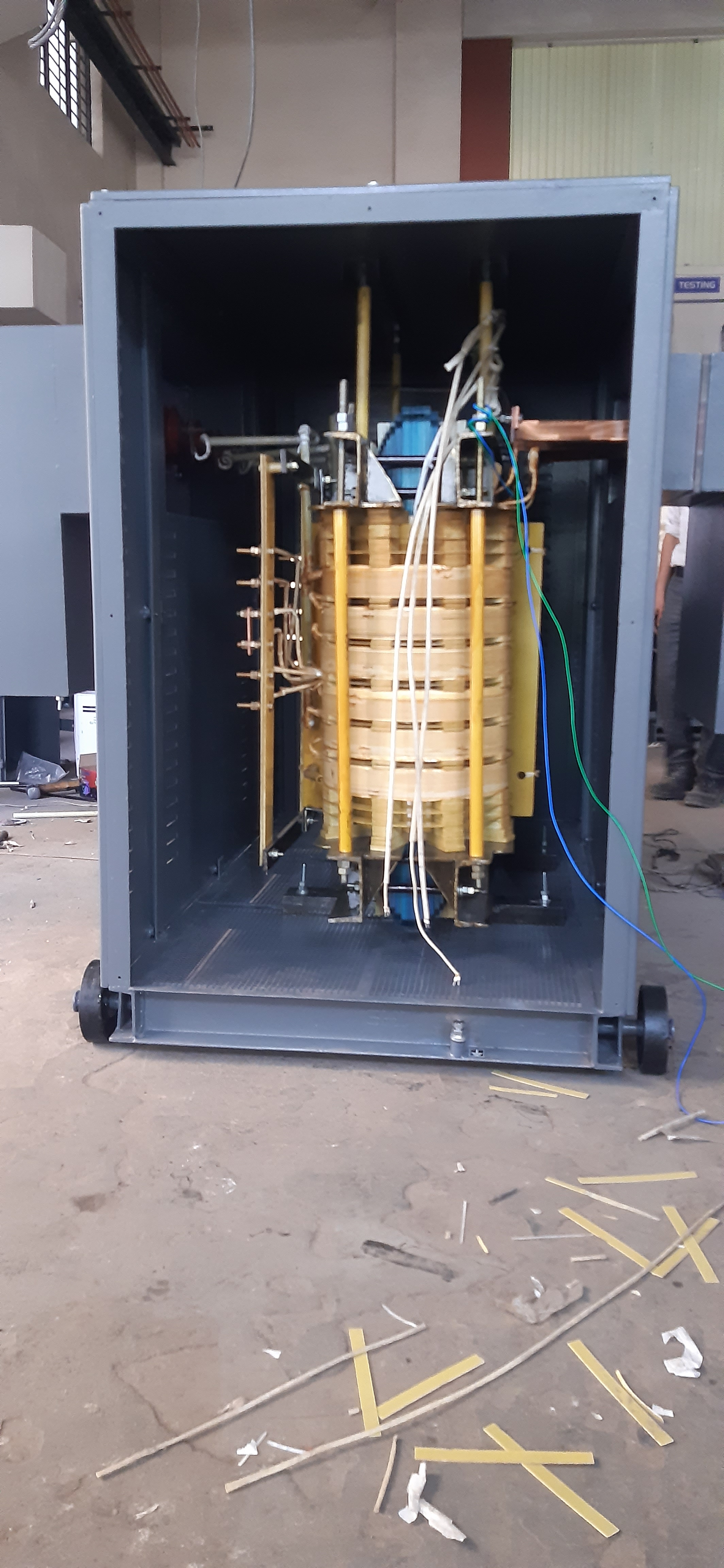
Bilden visar en traditionell torrisolerad transformator.

Dryformer en torrisolerad transformator.

## Beskrivning
Transformatorn Dryformer är ett syskon till den likadant kabellindade generatorn Powerformer, den första generatorn av den konstrutionen byggdes i Porjus kraftverk år 1998.
År 1999 levererades två stycken transformatorer med denna konstruktionen till två av kraftverken i Ljusnans flöde. Den första beställdes av Birka Energi till Lottefors kraftverk strax norr om Bollnäs, den andra till Bergviks kraftverk väster om Söderhamn, ägare var Stora Enso energi. Lottefors-tranformatorn har en märkeffekt på 20 MVA, med omsättningen 140 / 6,6 kV. Den är inplacerad i en byggnad som även inrymmer brytare och mättransformatorer på högspänningssidan.  
Transformatorn i Bergvik har en plåtinkapsling och är placerad utomhus, den har märkeffekt 16 MVA, med omsättningen 78 / 11 kV.
Det var civilingenjören Mats Leijon som uppfann och utvecklade produkterna Powerformer och Dryformer. Kablarna i Dryformer är i princip vanliga pex-kablar av den sort som man gräver  ned i marken.